# Christopher Cock

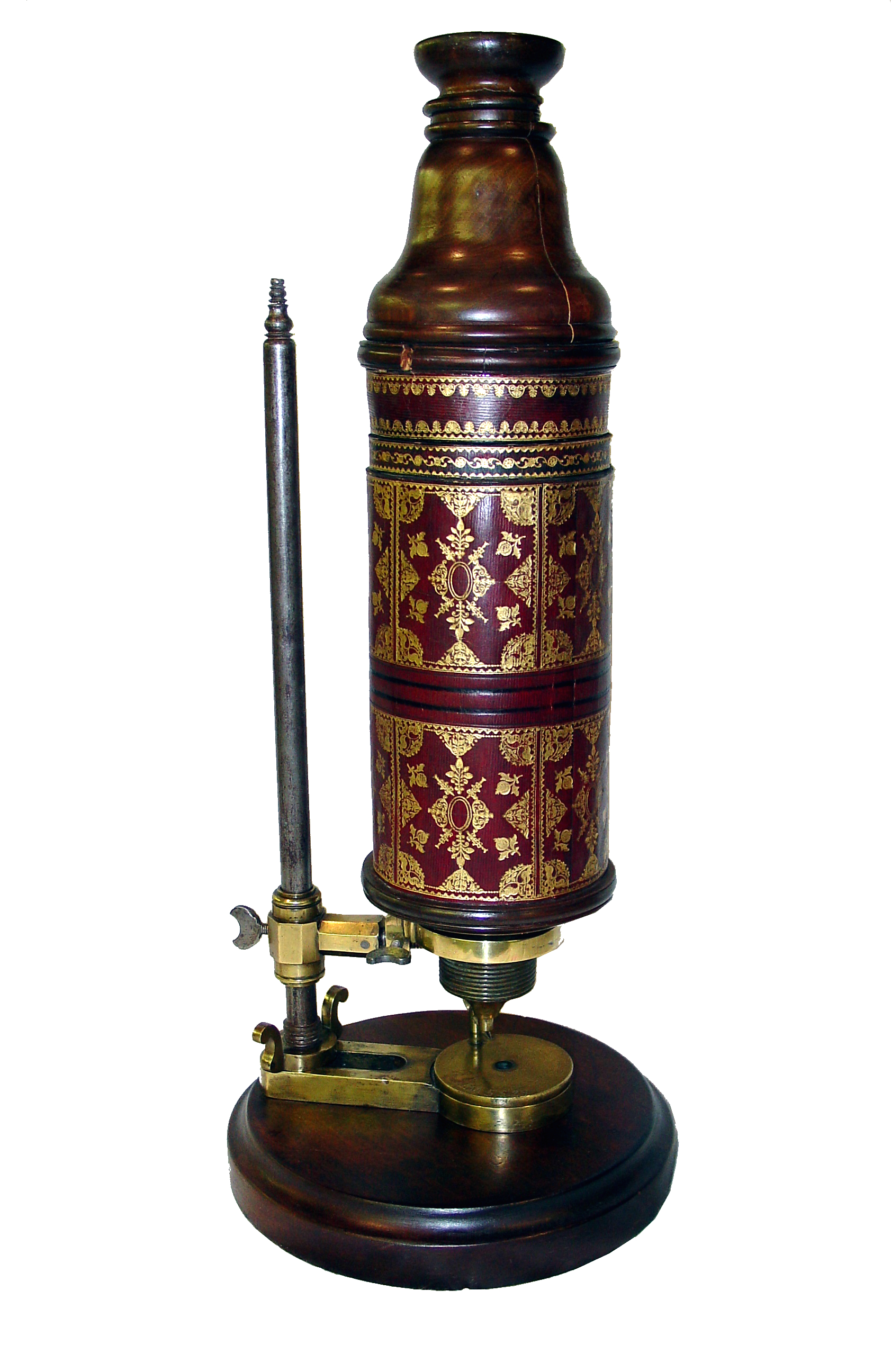
Microscópio fabricado por Christopher Cock de Londres para Robert Hooke. Supõe-se que Hooke utilizou este microscópio para observações que formam a base da micrografia

Christopher Cock foi um fabricante de instrumentos em Londres no século XVII, que forneceu microscópios a Robert Hooke.